# Shower

Ein 4-Ball Shower (Siteswap 71)

Der Shower ist ein Jongliermuster, das sich mit jeder Anzahl von Bällen jonglieren lässt. Der Siteswap für den 3-Ball-Shower ist 51.
Beim Shower gehen die Bälle immer im Kreis, wobei die linke Hand den Ball an die rechte weitergibt und die rechte Hand den Ball im hohen Bogen in die andere Hand wirft (oder umgekehrt, d. h. die Linke wirft die Siteswap 5 (also hoch) und die Rechte die 1 (übergibt)).

Der Shower ist schwieriger als eine übliche Jonglage mit entsprechend vielen Bällen (z. B. 3-Ball-Kaskade oder 6-Ball-Fontäne), da zum Hantieren jedes Balles beide Hände benötigt werden (eine fängt und übergibt, die andere wirft), während sonst eine Hand genügt, die wirft und fängt. Die Zeit, die man so quasi verliert, erfordert, dass auch wesentlich höher geworfen werden muss.